# 新魯西
新魯西（烏克蘭語：Нова Русь），是烏克蘭的村落，位於該國中部第聶伯羅彼得羅夫斯克州，由巴甫洛格勒區負責管轄，處於大捷爾尼夫卡河畔，距離馬爾伊夫卡1公里，海拔高度80米，2001年人口466。